# Luis Marín de San Martín
Luis Marín de San Martín (Madrid, 21 agosto 1961) è un vescovo cattolico spagnolo, dal 6 febbraio 2021 sottosegretario del Sinodo dei vescovi.

## Biografia
Nasce a Madrid il 21 agosto 1961.

### Formazione e ministero sacerdotale
Entra nell'Ordine di Sant'Agostino: il 5 settembre 1982 emette i primi voti, mentre il 1º novembre 1985 i voti solenni.
Il 4 giugno 1988 è ordinato presbitero.
Dopo l'ordinazione ottiene il dottorato in Sacra Teologia presso la Pontificia Università Comillas di Madrid.
Svolge in seguito diversi incarichi: è formatore del seminario maggiore Tagaste in Los Negrales, dal 1996 al 1999; consigliere provinciale dell'ordine, dal 1999 al 2002; priore del monastero di Santa María de La Vid, dal 2002 al 2008; professore di teologia nei centri agostiniani di Los Negrales, di San Lorenzo de El Escorial e di Valladolid. Dal 2004 è docente invitato alla Facultad de Teología del Norte de España a Burgos. È archivista generale del suo ordine, assistente generale degli agostiniani e presidente dell'Institutum Spiritualitatis Augustinianae.

### Ministero episcopale
Il 6 febbraio 2021 papa Francesco lo nomina sottosegretario del sinodo dei vescovi e vescovo titolare di Suliana; succede a Fabio Fabene, precedentemente nominato segretario della Congregazione delle cause dei santi. L'11 aprile seguente riceve l'ordinazione episcopale, nella cattedrale dell'Almudena a Madrid, dal cardinale Carlos Osoro Sierra, co-consacranti il cardinale Carlos Amigo Vallejo e il vescovo Manuel Herrero Fernández.

## Genealogia episcopale
La genealogia episcopale è:
- Cardinale Scipione Rebiba
- Cardinale Giulio Antonio Santori
- Cardinale Girolamo Bernerio, O.P.
- Arcivescovo Galeazzo Sanvitale
- Cardinale Ludovico Ludovisi
- Cardinale Luigi Caetani
- Cardinale Ulderico Carpegna
- Cardinale Paluzzo Paluzzi Altieri degli Albertoni
- Papa Benedetto XIII
- Papa Benedetto XIV
- Papa Clemente XIII
- Cardinale Giovanni Francesco Albani
- Cardinale Carlo Rezzonico
- Cardinale Antonio Dugnani
- Arcivescovo Jean-Charles de Coucy
- Cardinale Gustave-Maximilien-Juste de Croÿ-Solre
- Vescovo Charles-Auguste-Marie-Joseph Forbin-Janson
- Cardinale François-Auguste-Ferdinand Donnet
- Vescovo Charles-Emile Freppel
- Cardinale Louis-Henri-Joseph Luçon
- Cardinale Charles-Henri-Joseph Binet
- Cardinale Maurice Feltin
- Cardinale Jean-Marie Villot
- Arcivescovo Lajos Kada
- Cardinale Carlos Osoro Sierra
- Vescovo Luis Marín de San Martín